# Pop 2
Pop 2 es el cuarto mixtape de la cantante británica Charli XCX, publicado el 15 de diciembre de 2017 por Asylum Records. Producido de forma ejecutiva por A. G. Cook de PC Music, las sesiones para el mixtape comenzaron apenas unos meses antes de su lanzamiento y contaron con una gran variedad de colaboraciones de invitados. El proyecto recibió elogios de la crítica musical, y fue respaldado por el sencillo Out of My Head en el que participan Alma y Tove Lo.

## Antecedentes
En diciembre de 2014, antes del lanzamiento de su segundo álbum Sucker, Charli XCX reveló que ya estaba planeando su tercer álbum de estudio. Afirmó que estaría inspirado en la música pop japonesa y que sonaría como "otro planeta en las nubes" e "intensamente raro e infantil". En julio de 2015, compartió en una entrevista que había empezado a trabajar en su tercer álbum con la productora escocesa Sophie en Los Ángeles y lo describió como "lo más pop y lo más electronica" que había hecho nunca. También se confirmó que BloodPop y Stargate participaron en la producción del álbum. En julio y agosto de 2015, Charli XCX copresentó una gira por Estados Unidos con Jack Antonoff, pero el 21 de agosto anunció que, por "motivos personales", la segunda parte de la gira no seguiría adelante.
| "En aquel momento me daba miedo hablar de ello. Lo sentí como una invasión de mi vida, de mi espacio personal, de mi propiedad personal. Fue muy triste y me sentí muy herida". —-Charli XCX hablando de la filtración de su tercer álbum. |

En octubre de 2015, Charli XCX lanzó la canción "Vroom Vroom", en el Beats 1 Radio Show, afirmando entonces que sería la primera canción lanzada de su tercer álbum de estudio. El 26 de febrero de 2016, el EP 'Vroom Vroom' fue lanzado, bajo el propio sello discográfico de Charli XCX, Vroom Vroom Recordings. Todas las canciones del EP fueron producidas por Sophie. Ese mes de julio, se anunció que el productor británico A. G. Cook, fundador del sello discográfico PC Music, había firmado como director creativo de Charli, y al mes siguiente, ella anunció en una entrevista con The Fader que su álbum estaba terminado y saldría en 2017. Al describir el proyecto, Charli afirmó que el álbum se dividiría en dos partes, la mitad "pop puro y duro" y la otra mitad "club". En octubre de 2016, se confirmó que el álbum saldría en mayo de 2017, y se lanzó el sencillo principal "After the Afterparty".
Varios temas nuevos se estrenaron en directo durante los meses siguientes, entre ellos "Roll with Me", "No Angel" y "Bounce", sin embargo, en febrero de 2017, se anunció que el álbum se retrasaba y se esperaba que saliera a la venta ese septiembre en su lugar. En lugar del álbum retrasado, anunció que un nuevo mixtape titulado Number 1 Angel se lanzaría en febrero, grabado en dos semanas con Cook sin permiso de su sello discográfico, Atlantic, mientras que temas inéditos de Charli XCX comenzaron a filtrarse en internet. El mixtape se retrasó hasta marzo debido a conflictos con la discográfica. En mayo de 2017, el álbum se retrasó de nuevo con una fecha de lanzamiento prevista para la primavera de 2018, y se lanzó un segundo sencillo, "Boys", junto con un vídeo musical dirigido por la propia Charli XCX, con dirección adicional de Sarah McColgan. El vídeo, que contó con cameos de una amplia variedad de celebridades masculinas, incluyendo Joe Jonas y Wiz Khalifa, se convirtió en viral, acumulando casi 3 millones de visitas en un día. Durante agosto, aparecieron más filtraciones de las sesiones del álbum en línea, y el proyecto fue desechado.

## Grabación
La grabación de Pop 2 comenzó en septiembre de 2017, solo dos meses antes de que el mixtape se completara, con Charli llegando al productor y fundador de PC Music A. G. Cook para sugerirle que trabajaran en un nuevo proyecto después de su mixtape anterior Number 1 Angel (2017) nombrándolo productor ejecutivo. Cook declaró que "queríamos que se sintiera como un reinicio completo en términos de imagen y estilo de la misma" en comparación con su proyecto anterior. La mayor parte de la grabación se llevó a cabo en el antiguo estudio de Alicia Keys en New York, y otras sesiones tuvieron lugar en Londres. Charli utilizó ampliamente Auto-Tune, con el que Cook experimentó y manipuló en pistas concretas. Declaró que "el mixtape está en este mundo tan libre, rápido y experimental. Pero también pretende ser pop. Es hacia lo que me inclino de forma natural".
Charli XCX explicó la decisión de sacar Number 1 Angel y Pop 2 como mixtapes en lugar de álbumes de estudio en una entrevista de 2019 con The Fader:

Tal vez simplemente no estaba seguro de que la gente lo quisiera de mí, honestamente. Además, he firmado con un sello importante, así que en el momento en que llamas a algo álbum, hay todo este estrés y miedo y presión y programación. Dicen: "Oh, va a sacar un álbum. ¿Cuándo saca Ed Sheeran su álbum? Tenemos que asegurarnos de que no se acerque a eso", y todo eso. Es como un calendario. En el momento en que cambias el idioma a mixtape, a nadie le importa. Por lo tanto, yo estaba como, "Cool, estoy haciendo mixtapes entonces." Entonces fue como si no hubiera ningún tipo de estrés logístico, a pesar de que es lo mismo. Quiero decir, son 10 canciones originales, son ilustraciones, son características, es lo que sea, es lo mismo.

Entre las colaboraciones que aparecen en el disco se encuentran la cantante canadiense Carly Rae Jepsen, el cantante y drag queen brasileño Pabllo Vittar, el rapero estonio Tommy Cash, la cantante pop alemana Kim Petras y el artista coreano estadounidense, Jay Park entre otros. Charli declaró que "este mixtape no es necesariamente sobre mí - se trata realmente de dar a todo el mundo su momento para poseer la canción." El mixtape iba a contar con una contribución del rapero Lil Peep, que fue archivada tras su muerte en noviembre.
Una versión reelaborada de "Track 10", titulada "Blame It on Your Love", fue lanzada posteriormente en mayo de 2019 como el segundo sencillo de su tercer álbum de estudio Charli.

## Sencillos
El primer sencillo de Pop 2, "Out of My Head" con Tove Lo y Alma se lanzó el 8 de diciembre de 2017 junto con el pedido anticipado del mixtape en plataformas digitales. La canción "Unlock It" con Kim Petras y Jay Park se estrenó el 11 de diciembre de 2017 en el programa de radio Beats 1, siendo nombrada el día de su lanzamiento Récord Mundial. Otro tema llamado "I Got It" con Brooke Candy, Cupcakke y Pabllo Vittar fue lanzado el 13 de diciembre de 2017 como último sencillo promocional antes del lanzamiento oficial del mixtape.

## Recepción de la crítica
En Metacritic, Pop 2 tiene una puntuación media ponderada de 84 sobre 100, basada en ocho críticas, lo que indica una "aclamación universal". Meaghan Garvey de Pitchfork, que dio al álbum un 8.4/10, lo calificó como "el mejor álbum completo de las respectivas carreras de Charli y PC Music". 4/10, lo calificó como "el mejor trabajo de larga duración de las respectivas carreras tanto de Charli como de PC Music", opinando que "aunque Pop 2 suena como el futuro, aún más delicioso es el modo en que hibrida sonidos de las dos últimas décadas de electrónica rarita. " Ludovic Hunter-Tilney del Financial Times escribió que Charli XCX "destaca como un dechado de progresividad", opinando que "en la mayoría de las pistas Charli y su productor Cook despliegan sus tácticas meta-pop con un hábil sentido del compromiso dramático."
En 2019, Pitchfork clasificó el álbum en el puesto 40 de su lista de "Los 200 mejores álbumes de los años 2010". En la entrada del álbum, Hazel Cills lo consideró el "mejor larga duración de Charli XCX hasta la fecha" y consideró que a lo largo de él "solidifica su dominio del extraño y maravilloso nuevo mundo pop que sigue construyendo. "

## Lista de canciones
| N.º   | Título                                                  | Producer(s) | Duración |  |
| 1.    | «Backseat» (con Carly Rae Jepsen)                       | Cook        | 3:58     |  |
| 2.    | «Out of My Head» (con Tove Lo and Alma)                 | Sophie      | 3:55     |  |
| 3.    | «Lucky»                                                 | Cook        | 3:35     |  |
| 4.    | «Tears» (con Caroline Polachek)                         | Cook        | 4:13     |  |
| 5.    | «I Got It» (con Brooke Candy, Cupcakke & Pabllo Vittar) | Cook        | 3:51     |  |
| 6.    | «Femmebot» (con Dorian Electra & Mykki Blanco)          | Cook        | 3:38     |  |
| 7.    | «Delicious» (con Tommy Cash)                            | Cook        | 4:32     |  |
| 8.    | «Unlock It» (con Kim Petras & Jay Park)                 | Cook        | 3:52     |  |
| 9.    | «Porsche» (con MØ)                                      | King Henry  | 3:26     |  |
| 10.   | «Track 10»                                              | Cook        | 5:26     |  |
| 40:26 |                                                         |             |          |  |

Notas
- "Delicious" incluye un breve sample del sencillo de 2014 de Charli XCX "Boom Clap", con la canción representada como tono de llamada de teléfono.
- "Unlock It" samplea el sencillo de 2014 de A. G. Cook "Beautiful". Tras el resurgimiento de la popularidad de la canción en TikTok, fue retitulada "Unlock it (Lock It)" en plataformas de streaming en mayo de 2021.

## Pop 2 Tour
| Fecha                 | Ciudad        | País           | Lugar               |
| --------------------- | ------------- | -------------- | ------------------- |
| 15 de marzo de 2018   | Los Ángeles   | Estados Unidos | El Rey Theatre      |
| 18 de marzo de 2018   | New York City | Estados Unidos | Elsewhere           |
| 19 de junio de 2018   | Londres       | Reino Unido    | Village Underground |
| 20 de junio de 2018   | París         | Francia        | La Maroquinerie     |
| 23 de octubre de 2018 | Sídney        | Australia      | The Metro           |

Además de las actuaciones en Pop 2, Charli también fue anfitriona y actuó en numerosas afterparties durante el Reputation Stadium Tour durante este periodo, promocionando aún más el mixtape y los sencillos.

## Personal
Créditos adaptados de Tidal.
Músicos
- Charli XCX - voz principal
- A. G. Cook - programación (all tracks), sintetizador (6)
- EasyFun - programación (1, 6, 9), sintetizador (6)
- Sophie - programación (2)
- Ö - coros y programación (3)
- David Gamson - sintetizador y programación (6)
- Umru - programación (5)
- Caroline Polachek - coros (7)
- Life Sim - sintetizador (8, 10)
- King Henry - programación (9)
- Lil Data - sintetizador (10)
- Noonie Bao - coros (10)

Producción
- A. G. Cook - productor ejecutivo, ingeniero (3, 5-8)
- Stuart Hawkes - ingeniero de masterización
- Geoff Swan - mezclador
- Noah Passovoy - ingeniero (2)
- Brendan Morawski - ingeniero (3, 4, 6-8)
- Stargate - productores vocales (10)

## Charts
| Chart (2023)                               | Peak position |
| ------------------------------------------ | ------------- |
| Australia Australian Vinyl Albums (ARIA)   | 8             |
| Bélgica (Ultratop valona)                  | 169           |
| Alemania (Offizielle Top 100)              | 78            |
| Hungría Hungarian Physical Albums (MAHASZ) | 14            |
| Escocia (Scottish Albums Chart)            | 6             |